# Seznam starogrških filozofov
Seznam starogrških filozofov.

## A
- Aleksander Afrodizijski (2. stoletje - 3. stoletje)
- Aleksander Polihistor (? - 1. stoletje pr. n. št.)
- Alkidamas (Eleja, Eolida, 5. stoletje pr. n. št. - 4. stoletje pr. n. št.)
- Alkmeon iz Krotona (6. stoletje pr. n. št. - 5. stoletje pr. n. št.)
- Amonij Hermij (Aleksandija, 440 - 520)
- Amonij Sakas (*/† 3. stoletje)
- Anaharsid (Skitija, ok. 560)
- Anaksagora (Klazomena, okoli 500 pr. n. št. - 428 pr. n. št.)
- Anaksarh (Abdera, (*/† 4. stoletje pr. n. št.)
- Anaksimander (Milet, okoli 610 pr. n. št. - 546 pr. n. št.)
- Anaksimen (Milet, 585 pr. n. št. - 525 pr. n. št.)
- Andronik z Rodosa (*/† 1. stoletje)
- Antifon Sofist (Ramnous, Atika, pozno 5. stoletje pr. n. št.)
- Antioh iz Askalona (125 pr. n. št. - 68 pr. n. št.)
- Antisten (Atene, 445 pr. n. št. - 360 pr. n. št.)
- Apolonij iz Tijane (15 - 100)
- Arhit (Tarent, 428 pr. n. št. - 347 pr. n. št.)
- Arkesilaj (Pitana, Eolija, 316 pr. n. št. - 241 pr. n. št.)
- Arete iz Kirene (zgodnje 4. stoletje pr. n. št.)
- Aristip iz Kirene (435 pr. n. št. - 356 pr. n. št.)
- Aristip mlajši (Kirena, druga polovica 4. stoletja pr. n. št.)
- Aristoksen (Tarent, deloval okoli leta 335 pr. n. št.)
- Ariston z Iosa (deloval okoli leta 260 pr. n. št.)
- Aristotel (Stagira, 384 pr. n. št. - Trakija, 322 pr. n. št.)
- Aristotel iz Kirene (*/† 4. stoletje pr. n. št.)
- Asklepijad iz Bitinije (124 pr. n. št. - 40 pr. n. št.)
- Asklepijad iz Flijunta (350 pr. n. št. - 270 pr. n. št.)
- Aspazija (Milet, okoli 470 pr. n. št. - 410 pr. n. št.)
- Atenagora Atenski (133 - 190)

## B
- Brison iz Ahaje (deloval okoli 330)
- Bias iz Priene (okoli 600 pr. n. št.)

## D
- Damaskij (Atene, 458 - 538)
- Demetrij iz Falerona, (350 pr. n. št. - 280 pr. n. št.)
- Demokratej
- Demokrit (Abdera, 470 pr. n. št. - 360 pr. n. št.)
- Demonaks (Ciper, 70 - 170)
- Diodor Kron (Iasos, Karija, pozno 4. stoletje pr. n. št.)
- Diogen iz Apolonije (pozno 5. stol. pr. n. št.)
- Diogen iz Ojnoande (*/† 2. stoletje)
- Diogen iz Sinope (410 pr. n. št. - 322 pr. n. št.)
- Diogen Laertij (*/† 3. stoletje)
- Diogen Selevk (230 pr. n. št. - 150 pr. n. št.)
- Dion Sirakuški (Sirakuze, 408 pr. n. št. - 354 pr. n. št.)
- Diotima iz Mantineje

## E
- Ekfant (Sirakuze, okoli 400 pr. n. št. - okoli 335 pr. n. št.)
- Empedoklej (Akragas, 495 pr. n. št. - 423 pr. n. št.)
- Enesidem (Knosos, Kreta, */† 1. stoletje pr. n. št.)
- Epimenid (Knosos, */† 6. stoletje pr. n. št.)
- Epiktet (Hierapol v Frigiji, (50 - 138)
- Epikur (Samos, 341 pr. n. št. - Atene, 270 pr. n. št.)
- Erazistrat (Selevkidsko cesarstvo, 408 pr. n. št. - 355 pr. n. št.)
- Evbulid iz Mileta (*/† 4. stoletje pr. n. št.)
- Evdem z Rodosa (350 pr. n. št. - 290 pr. n. št.)
- Evdoks (Knida, 408 pr. n. št. - 355 pr. n. št.)
- Evhemer (Messene, deloval okoli leta 300 pr. n. št.)
- Evklid (Aleksandrija, deloval okoli leta 300 pr. n. št.)
- Evklid iz Megare (435 pr. n. št. - 365 pr. n. št.)

## F
- Fajdon iz Elide (4. stoletje pr. n. št.)
- Ferekid (Sir, 6. stoletje pr. n. št.)
- Filolaj (Kroton, 480 pr. n. št. - 405 pr. n. št.)
- Filodem iz Gadare (110 pr. n. št. - 40 pr. n. št.)
- Filon iz Larise (154 pr. n. št. - 84 pr. n. št.)
- Filostrat (Atene, 170 - 247)

## G
- Galen (Pergamon, 129 - 216)
- Gorgija (Leontini, Sicilija, 485 pr. n. št. - 380 pr. n. št.)

## H
- Hegesija iz Kirene (deloval okoli 290 pr. n. št.)
- Heraklid Pontski (Herakleja, 388 pr. n. št. - 310 pr. n. št.)
- Heraklit Efeški (Efez, 550 pr. n. št. - 475 pr. n. št.)
- Hiket (Sirakuze, 400 pr. n. št. - 335 pr. n. št.)
- Hilon iz Sparte (*/† 6. stoletje pr. n. št.)
- Hiparhija iz Maroneje (deloval okoli leta 325 pr. n. št.)
- Hipatija (Aleksandrija, 370 - 415)
- Hipija (Elida, pozno 5. stoletje pr. n. št.)
- Hipokrat (Kos, 460 pr. n. št. - 370 pr. n. št.)
- Hrizip (Soli, Kilikija, 279 pr. n. št. - 206 pr. n. št.)

## I
- Izokrat (Atene, 436 pr. n. št. - 338 pr. n. št.)

## J
- Jamblih iz Halkide (245 - 325)

## K
- Kalikles (pozno 5. stoletje pr. n. št.)
- Kalimah (Aleksandrija, 310 pr. n. št. - 240 pr. n. št.)
- Karnead (Karnej, 214 pr. n. št. - 129 pr. n. št.)
- Kelz (*/† 2. stoletje)
- Kleant (Troada, 331 pr. n. št. - 231 pr. n. št.)
- Kleoboul iz Linda (*/† 6. stoletje pr. n. št.)
- Kleomen Kinik (ok. 300 pr. n. št.)
- Krates iz Aten († 285 pr. n. št.)
- Krates iz Teb (365 pr. n. št. - 285 pr. n. št.)
- Kratil (pozno 5. stoletje pr. n. št.)
- Kritija (Atene, 460 pr. n. št. - 403 pr. n. št.)
- Ksenofan (Kolofon, 570 pr. n. št. - 480 pr. n. št.)
- Ksenofon (Atene, 430 pr. n. št. - 354 pr. n. št.)
- Ksenokrat (Kalcedon, 395 pr. n. št. - 314 pr. n. št.)

## L
- Levkip (Milet, 490 pr. n. št. - 420 pr. n. št.)

## M
- Markion (Sinope, 110 - 160)
- Melis iz Samosa (pozno 5. stoletje pr. n. št.)
- Menedem iz Eretrije (345 pr. n. št. – 260 pr. n. št.)
- Menip iz Gadare (*/† 3. stoletje pr. n. št.)
- Metroklej iz Maroneje (deloval okoli leta 325 pr. n. št.)
- Mizon iz Hena (*/† 6. stoletje pr. n. št.)
- Monim iz Sirakuz (*/† 4. stoletje pr. n. št.)

## N
- Nemezij (Sirija, deloval okoli leta 390)
- Nikarete iz Megare (*/† 4. stoletje)
- Numenij iz Apameje (Sirija, */† 2. stoletje)

## P
- Panetij (Rodos,185 pr. n. št. - 109 pr. n. št.)
- Parmenid (Eleja, 540 pr. n. št. - 470 pr. n. št.)
- Pasiklej iz Teb (4. stol. pr, n. št.)
- Periander (Korint, † 470 pr. n. št.)
- Piron iz Elide (369 pr. n. št. - 270 pr. n. št.)
- Pitagora (Samos, 582 pr. n. št. - 496 pr. n. št.)
- Pitak iz Mitilene (650 pr. n. št. - 570 pr. n. št.)
- Platon (Atene, 27. maj 427 pr. n. št. - 347 pr. n. št.)
- Polemon, platonist (Atene, † 270 pr. n. št.)
- Polemon, stoik (Atene, */† 2. stoletje pr. n. št.)
- Polibij (Arkadija, 200 pr. n. št. - 118 pr. n. št.)
- Plotin (Egipt, 204 - 270)
- Plutarh (Delfi, 48 - 127)
- Posidonij (Apameja, Sirija, 135 pr. n. št.- 51 pr. n. št.)
- Prodik (Keos, 465 pr. n. št.- 395 pr. n. št.)
- Protagora (Abdera, 490 pr. n. št.- 420 pr. n. št.)
- Prokl (Konstantinopel, 412 - 485)

## S
- Simplicij iz Klikije (490 - 560)
- Sirijan (Atene, † 437)
- Sokrat (Atene, 4. junij 470 pr. n. št. - 399 pr. n. št.)
- Solon (Atene, 638 pr. n. št. - 558 pr. n. št.)
- Sosigen Peripatetik (*/† 2. stoletje)
- Sosipatra (*/† 4. stoletje)
- Speuzip (Atene, 407 pr. n. št. - 339 pr. n. št.)
- Stilpon (Megara, 360 pr. n. št. - 280 pr. n. št.)
- Strabon (Pont, 64 pr. n. št. - 24 pr. n. št.)
- Straton (Lampsak na Helespontu, 340 pr. n. št. - 269 pr. n. št.)

## T
- Tales (Milet, 635 pr. n. št. - 545 pr. n. št.)
- Teajtet (Atene, 417 pr. n. št. - 369 pr. n. št.)
- Teles iz Megare (*/† 3. stoletje pr. n. št.)
- Temistij (Paflagonija, 317 - 390)
- Teodor iz Kirene (*/† 5. stoletje pr. n. št.)
- Teofrast (Lezbos, 371 pr. n. št. - 287 pr. n. št.)
- Timon (Flijunt, 320 pr. n. št. - 230 pr. n. št.)
- Trazimah (Kalcedon, 459 pr. n. št. - 400 pr. n. št.)
- Trazimah iz Korinta (*/† 4. stoletje pr. n. št.)
- Tukidid (Atene, 460 pr. n. št. - 400 pr. n. št.)

## Z
- Zenon iz Eleje (495 pr. n. št. - 430 pr. n. št.)
- Zenon iz Kitija (333 pr. n. št. - 264 pr. n. št.)
- Zenon iz Sodona (150 pr. n. št. - 75 pr. n. št.)